# Mihai Găliceanu
Florentin Mihai Galiceanu (* 27. September 1982 in Reșița) ist ein ehemaliger rumänischer Skilangläufer. 

## Werdegang
Galiceanu, der für den CS Dinamo Braşov startete, trat international erstmals bei den Junioren-Skiweltmeisterschaften 2001 in Karpacz in Erscheinung. Dort errang er den 80. Platz im Sprint und den 50. Platz im 30-km-Massenstartrennen. Im folgenden Jahr lief er bei den Junioren-Skiweltmeisterschaften in Schonach im Schwarzwald auf den 56. Platz über 10 km Freistil und auf den 53. Platz im Sprint. Seine einzigen Rennen im Skilanglauf-Weltcup absolvierte er im Dezember 2004 in Asiago und in Ramsau am Dachstein. Dabei kam er in Asiago auf den 76. Platz im Sprint. Das 30-km-Massenstartrennen in Ramsau beendete er vorzeitig. Bei den nordischen Skiweltmeisterschaften 2005 in Oberstdorf belegte er den 88. Rang über 15 km Freistil und den 58. Rang im Sprint. Im folgenden Jahr lief er bei den Olympischen Winterspielen in Turin auf den 72. Platz über 15 km klassisch, auf den 69. Rang im Sprint sowie auf den 63. Platz im Skiathlon. Zudem errang er dort zusammen mit Zsolt Antal den 21. Platz im Teamsprint.

## Teilnahmen an Weltmeisterschaften und Olympischen Winterspielen

### Olympische Spiele
- 2006 Turin: 21. Platz Teamsprint klassisch, 63. Platz 30 km Skiathlon, 69. Platz Sprint Freistil, 72. Platz 15 km klassisch

### Nordische Skiweltmeisterschaften
- 2005 Oberstdorf: 58. Platz Sprint klassisch, 88. Platz 15 km Freistil